# Palazzo Ducale (Mondragone)
Il Palazzo Ducale è uno storico edificio ubicato nella città costiera di Mondragone, in provincia di Caserta, in Campania. Ad esso è annessa un'antica Torre risalente probabilmente al XIII secolo.
Palazzo e Torre sono tra gli edifici maggiormente suggestivi della città e costituiscono un simbolo cittadino, insieme all'antica Rocca Montis Dragonis sul Monte Petrino.
Attualmente ospita il museo civico di Mondragone

## Storia
Il Palazzo Ducale di Mondragone risale ad un periodo compreso tra il XIII e il XV secolo. La struttura fu realizzata con pietre di origine vulcanica e di origine sedimentaria, cementate con malta e calce, secondo un gusto tardo gotico-aragonese.
Il Palazzo è affiancato da una Torre che, ornata sulla sommità con archi sorretti da beccatelli e nei vani terranei con volte a crociera ed archi a sesto acuto, quindi testimonianza del gusto gotico e tardo gotico, potrebbe essere stata realizzata nel XIII secolo. Le monofore e bifore del lato nord, invece, vennero realizzate successivamente, intorno al XV secolo, come testimonia lo stile che rispecchia un gusto risalente al periodo di dominio degli Aragonesi.
Nei secoli, con il passaggio di Mondragone alle diverse casate nobiliari dei Carafa, prima, e dei Grillo, poi, anche il Palazzo divenne proprietà di quelli che furono Signori, Baroni e Duchi di Mondragone (e da quest'ultimo titolo proviene il nome di "Palazzo Ducale").
Tra coloro che possedettero il feudo di Mondragone, si ricorda il duca Don Domenico Grillo, il quale utilizzò il Palazzo come propria dimora estiva. Infatti, furono proprio i Duchi Grillo che, tra il XVIII e il XIX secolo, ampliarono e modificarono il già preesistente palazzo.

## Descrizione
Il Palazzo consta di tre livelli ed occupa una superficie di 2.796 m², per una superficie complessiva di 5.733 m². Raggiunge un'altezza di 23 m.
Esternamente la facciata principale presenta un basamento in mattoni (corrispondente al piano terra), su cui si erge il piano nobile, con alti finestroni con timpani. Al centro insiste un portale in marmo locale che porta allo scalone d'onore, in posizione laterale, che porta agli appartamenti.
Internamente, invece, le strutture portanti orizzontali sono costituite prevalentemente da volte di varie forme: a vela, a padiglione, a botte. L'androne  continua oltre la porta d'ingresso e forma una galleria di passaggio.

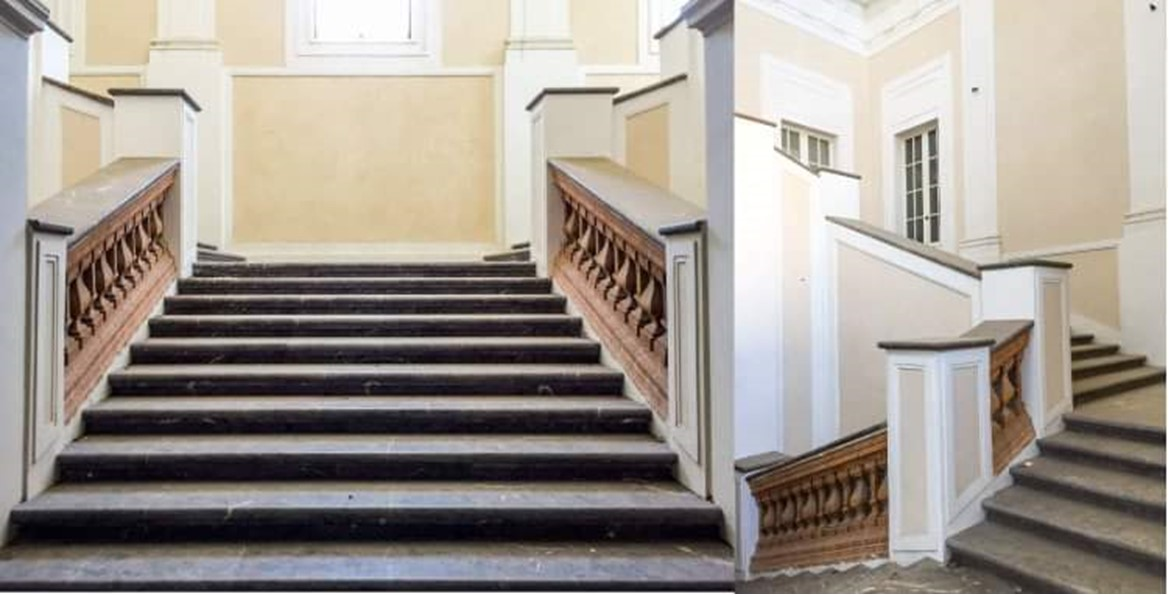
Scala interna restaurata

## Restauro
Dopo molti anni di degrado e abbandono, recentemente il Palazzo è stato oggetto di un lungo ed esteso intervento di recupero e restauro, con lo scopo di riapertura al pubblico. 
Il restauro del Palazzo parte nel 2004 con un primo finanziamento di circa 5.000.000 di €. Successivamente sono state stanziate ulteriori somme.
Il Palazzo versava in grave dissesto statico, evidenziato da un notevole quadro fessurativo presente sulle strutture portanti verticali e orizzontali realizzate in muratura con blocchi di tufo. I danni erano dovuti a cedimenti delle fondazioni, alle infiltrazioni d'acqua causate dai crolli della ormai inesistente copertura, e alle innumerevoli lesioni delle strutture portanti provocate dalle varie modifiche per la realizzazione, ad esempio, di camini, bagni, canne fumarie.
I lavori in fase di esecuzione sono stati finalizzati al recupero delle strutture portanti verticali (con riprese delle murature, con iniezioni, e con il rifacimento di piattabande) e a quello delle strutture portanti orizzontali. Inoltre il progetto prevedeva la realizzazione di una nuova copertura, da tempo non più esistente.
Inoltre, anche le facciate dell'edificio sono state interessate dai lavori restaurativi e sono state riportate alla loro originaria architettura mediante: i consolidamenti strutturali del cornicione e delle cornici di contorno delle aperture; il rifacimento dell'intonaco; e, in ultima fase, la colorazione delle facciate mediante intonaco colorate e pitture a base di calce.
Sono tuttora in corso (dal 2018) altri lavori di riqualificazione totale dell'area posta davanti all'edificio, che consistono nel rifacimento della pavimentazione con pietre di basolato e sampietrini, nella realizzazione di ampi spazi verdi e in un'illuminazione che esalti la facciata.
Nel 2020 sono stati stanziati dalla Regione Campania ulteriori fondi per il completamento della ristrutturazione del Palazzo Ducale e la valorizzazione dei giardini adiacenti alla strada principale. Tuttavia, a seguito di pioggia insistente e, non da escludere, superficialità umana, uno degli alberi più importanti di tutto il rione Sant'Angelo (il primo centro storico di Mondragone per eccellenza che, oggi, è stato sostituito da Piazza Umberto I) è crollato senza causare danni a cose o persone. Il crollo è stato attribuito ai lavori di pavimentazione del perimetro esterno del Palazzo Ducale, che, così come da progetto, hanno comportato la rimozione del terreno intorno all'antica pianta:un grosso esemplare di Pinus pinaster (pino marittimo), piantato nei primi anni del '900, che rappresentava il simbolo del Palazzo Ducale e non solo. È stato, altresì, luogo di riparo e d'incontro di generazioni di studenti, i quali attendevano, proprio sotto il pino, l'ora di apertura dei cancelli del vicino Liceo scientifico.